# Jacques Chastellain
Pour les articles homonymes, voir Chastellain.
Jacques Chastellain, né le 7 juin 1885 à Rouen et mort le 30 novembre 1965 à Mont-Saint-Aignan, est un homme politique français.

## Biographie
Après des études à la Sorbonne, il est licencié ès sciences. Il travaille dans l'armement naval et préside diverses compagnies de transports maritimes.
Officier de réserve en 194 au 319e régiment d'infanterie, il est blessé à la tête par un éclat d'obus à Framerville-Rainecourt le 29 juin 1916.
Il prend part aux combats des deux guerres mondiales et participe à la Résistance dans l'Organisation de résistance de l'armée.
Il est élu conseiller d'arrondissement dans le 5e canton de Rouen le 25 novembre 1934. Il perd les élections législatives dans la première circonscription de Rouen face à Georges Métayer le 3 mai 1936. 
Il est domicilié 52 rampe Bouvreuil à Rouen. Il est élu député à la Première et à la Seconde Assemblée nationale constituante, puis député de la Seine-Inférieure à l'Assemblée nationale sous les couleurs des Républicains indépendants. Il siège au Palais Bourbon de 1946 à 1955 et n'est pas réélu en 1956.
Il s'oppose aux nationalisations, à la première Constitution et à Mendès France, mais est un partisan de la CED. Il intervient en faveur de la reconstruction du Havre et de Rouen et affirme sa foi dans la marine française dont il ne cessera d'être le défenseur.

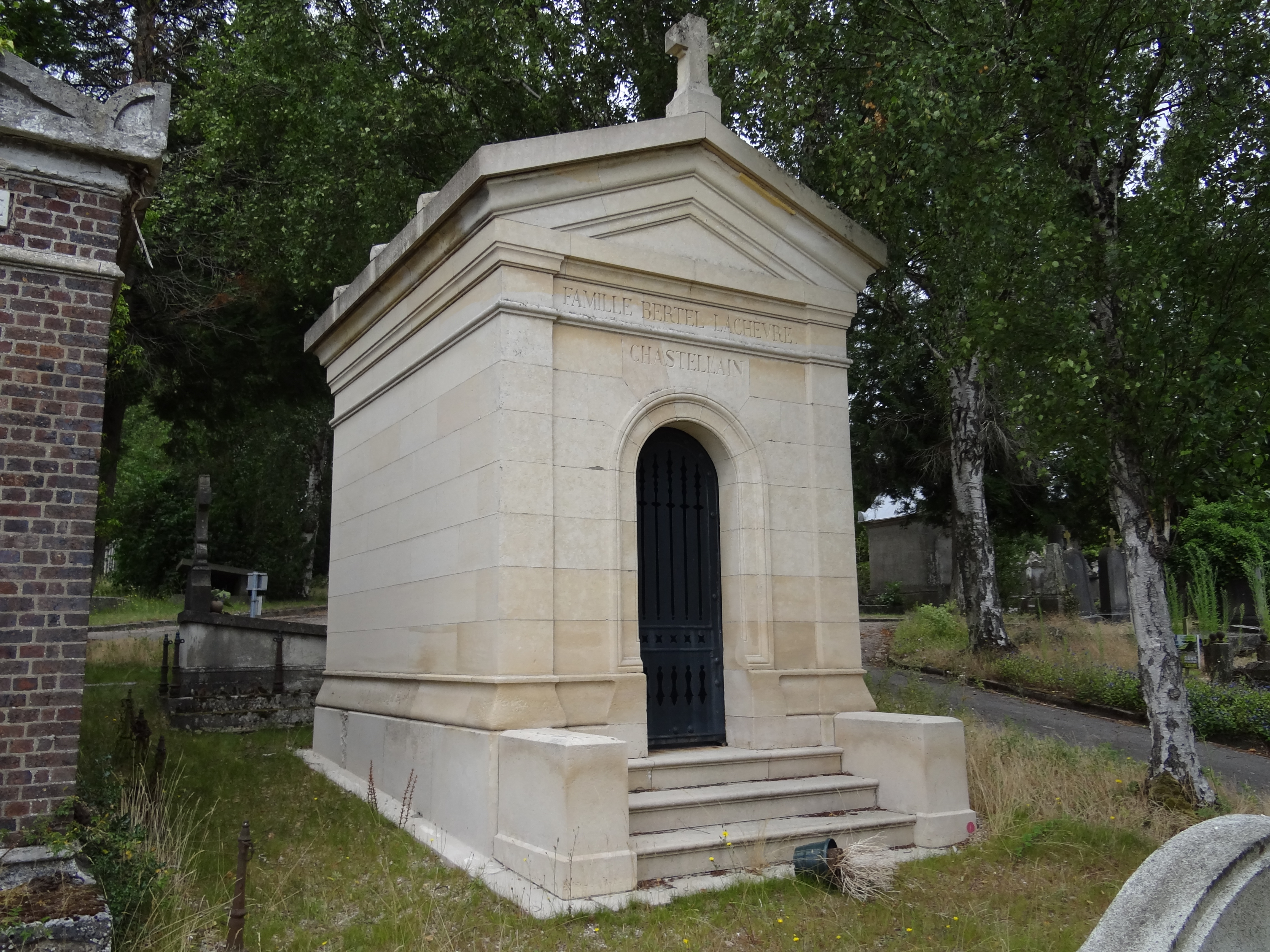
La chapelle funéraire de la famille Chastellain au cimetière monumental de Rouen (Seine-Maritime).

Il est inhumé dans la chapelle familiale au cimetière monumental de Rouen (division H2).

## Fonctions gouvernementales
- Sous-secrétaire d'État à la Marine marchande du gouvernement Georges Bidault (2) (du 29 octobre 1949 au 7 février 1950)
- Ministre des Travaux publics, des Transports et du Tourisme du gouvernement Georges Bidault (2) du 7 février au 2 juillet 1950
- Ministre des Travaux publics, des Transports et du Tourisme des gouvernements Joseph Laniel (du 28 juin 1953 au 18 juin 1954)

## Autres fonctions exécutives
- Conseiller d'arrondissement de Rouen (5e canton) dès 1934
- Maire de Rouen de la Libération à 1958
- Conseiller général  de la Seine-Maritime de 1949 à 1952
- Président du Conseil général de la Seine-Maritime de 1952 à 1958

## Distinctions
- Chevalier de la Légion d'honneur (1932)
- Croix de guerre 1914–1918, étoile d'argent
- Croix de guerre 1939–1945
- Croix du combattant volontaire de la Résistance
- Croix du combattant

## Mémoire et hommages
Peu après la mort de Jacques Chastellain, on a débaptisé à Rouen la Rue Centrale, axe longitudinal de l'île Lacroix sur la Seine, pour lui donner le nom d'avenue Jacques-Chastellain, qui longe symboliquement la rue de l'Industrie.